# Эпикутикулярный воск

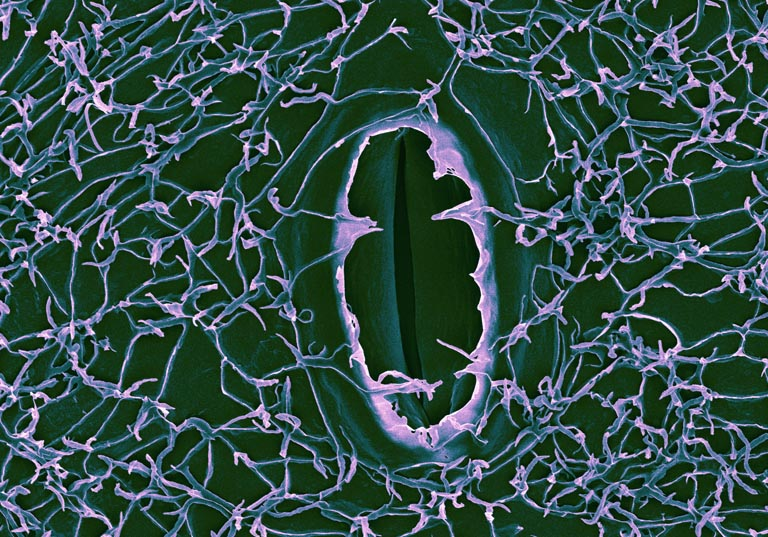
Эпикутикулярные кристаллы воска, окружающие устьичное отверстие на нижней поверхности листа розы

Эпикутикулярный воск или восковой налёт — восковое покрытие внешней поверхности кутикулы наземных растений. Может представлять собой беловатый налёт на листьях, плодах и других органах растения. Основные функции эпикутикулярного воска заключаются в уменьшении смачивания поверхности и потери влаги. Другие функции включают отражение ультрафиолетового света, помощь в формировании ультрагидрофобной и самоочищающейся поверхности и препятствие наползанию насекомых.

## Химический состав
Обычными составляющими эпикутикулярного воска являются преимущественно алифатические углеводороды с прямой цепью, которые могут быть насыщенными или ненасыщенными и содержать различные функциональные группы.
Эти воски могут состоять из множества соединений, которые различаются между видами растений. Парафины встречаются в листьях гороха и капусты. Листья карнаубской пальмы и банана содержат алкиловые эфиры. Спирт 10-нонакозанол содержится в большинстве голосеменных растений, таких как гинкго двулопастный и ель ситхинская, а также во многих лютиковых, маковых и розоцветных и в некоторых мхах. Другие формы вторичных спиртов обнаружены у капустных, включая резуховидку. Первичные спирты (чаще всего октакозан-1-ол) встречаются в эвкалипте, бобовых и большинстве злаков. Другие травы содержат β-дикетоны, как и эвкалипт, самшит и вересковые. Молодые листья бука, стебли сахарного тростника и плоды лимона содержат альдегиды. Тритерпены являются основным компонентом восков плодов яблок, слив и винограда. Циклические составляющие часто регистрируются в эпикутикулярных восках, но обычно являются второстепенными составляющими. Они могут включать фитостеролы, такие как Бета-Ситостерин, и пентациклические тритерпеноиды, такие как урсоловая кислота и олеаноловая кислота, и их соответствующие предшественники, α-амирин и β-амирин.

## Фарина
Многие виды рода Первоцвет и такие папоротники, как Краекучники, Pityrogramma и Notholaena, выделяют мучнистый железистый секрет от беловатого до бледно-желтого цвета, известный как фарина, который не является эпикутикулярным воском, а состоит в основном из кристаллов другого класса полифенольных соединений, известных как флавоноиды. В отличие от эпикутикулярного воска, фарина выделяется специализированными железистыми волосками (трихомы), а не кутикулой всего эпидермиса.

## Физические свойства
Эпикутикулярные воски в основном представляют собой твёрдые вещества при температуре окружающей среды с температурой плавления выше примерно 40° C (100° F). Они растворимы в органических растворителях, таких как хлороформ и гексан, что делает их доступными для химического анализа, но у некоторых видов этерификация кислот и спиртов в эстолиды или полимеризация альдегидов могут давать нерастворимые соединения. Растворяющие экстракты воска кутикулы содержат как эпикутикулярный, так и кутикулярный воск, часто загрязненный липидами клеточных мембран нижележащих клеток. Эпикутикулярный воск теперь также можно выделить механическими методами, которые отличают эпикутикулярный воск вне кутикулы растения от кутикулярного воска, встроенного в полимер кутикулы. Как следствие, теперь известно, что эти два вещества химически различны, хотя механизм, разделяющий молекулярные частицы на два слоя, неизвестен. Недавние исследования восстановленных восковых пленок с помощью сканирующей электронной микроскопии (SEM), атомно-силовой микроскопии (AFM) и нейтронной рефлектометрии обнаружили эпикутикулярный воск пшеницы; он состоит из поверхностных эпикутикулярных кристаллов и нижележащего слоя пористой фоновой пленки, который набухает при контакте с водой, что указывает на то, что фоновая пленка проницаема и восприимчива к переносу воды.
Эпикутикулярный воск может отражать УФ-свет, например, белый известковый восковой налет Dudleya brittonii, который имеет самую высокую отражательную способность ультрафиолетового света (УФ) среди всех известных природных биологических веществ.
Термин «сизый» используется для обозначения любой листвы, такой как листва семейства Толстянковые, которая кажется беловатой из-за воскового покрытия. Покрытия из эпикутикулярных флавоноидов могут называться «фарина», а сами растения описываются как «мучнистые».

## Кристаллы эпикутикулярного воска
Эпикутикулярный воск образует кристаллические выступы на поверхности растений, которые усиливают их водоотталкивающие свойства, создают свойство самоочищения, известное как эффект лотоса и отражают УФ-излучение. Форма кристаллов зависит от присутствующих в них восковых соединений. Асимметричные вторичные спирты и β- дикетоны образуют полые восковые нанотрубки, в то время как первичные спирты и симметричные вторичные спирты образуют плоские пластины. В сканирующем электронном микроскопе процесс роста кристаллов никогда не наблюдался непосредственно, пока Кох и его коллеги не изучили рост кристаллов воска на листьях подснежника (Galanthus nivalis) и других видов с помощью атомно-силового микроскопа. Эти исследования показывают, что кристаллы растут за счёт расширения их кончиков, что поднимает интересные вопросы о механизме транспорта молекул.

## Примеры
Эпикутикулярный восковой налет на зрелых плодах сливы придаёт им сизый вид. Другой знакомый пример встречается в обыкновенном роде винограда (Vitis vinifera). Некоторые кактусы имеют сизый налет на стебле (стеблях). Сизые покрытия гидрофобны, чтобы предотвратить намокание дождём. Их восковой характер препятствует лазанию насекомых по листьям, стеблям или плодам. На фруктах сизый налет может действовать как сдерживающий фактор для лазания и кормления мелких насекомых в пользу увеличения рассеивания семян, предлагаемого более крупными животными, таким как млекопитающие и птицы.

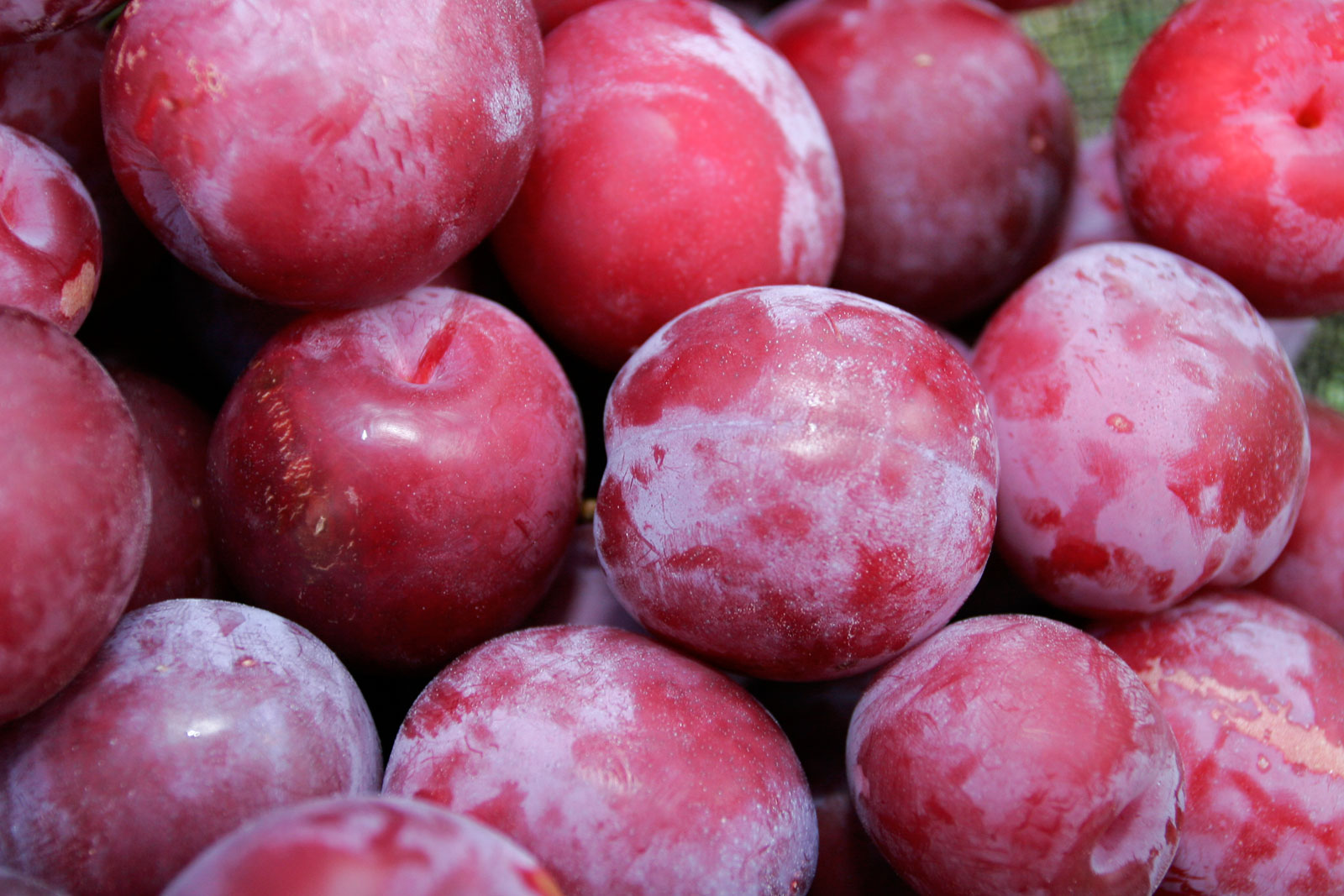
Сливы с восковым сизым налетом
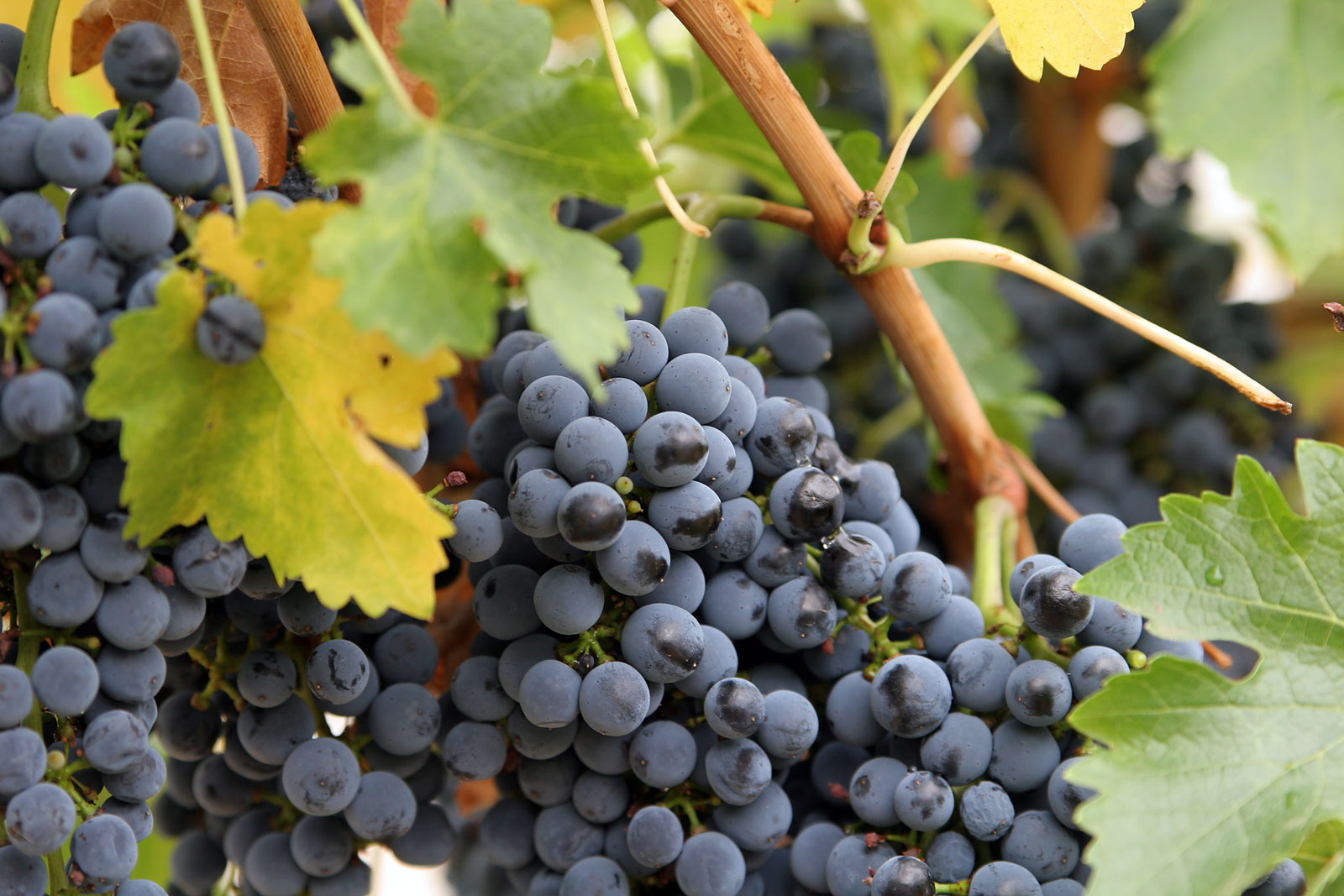
Виноград с восковым сизым налетом
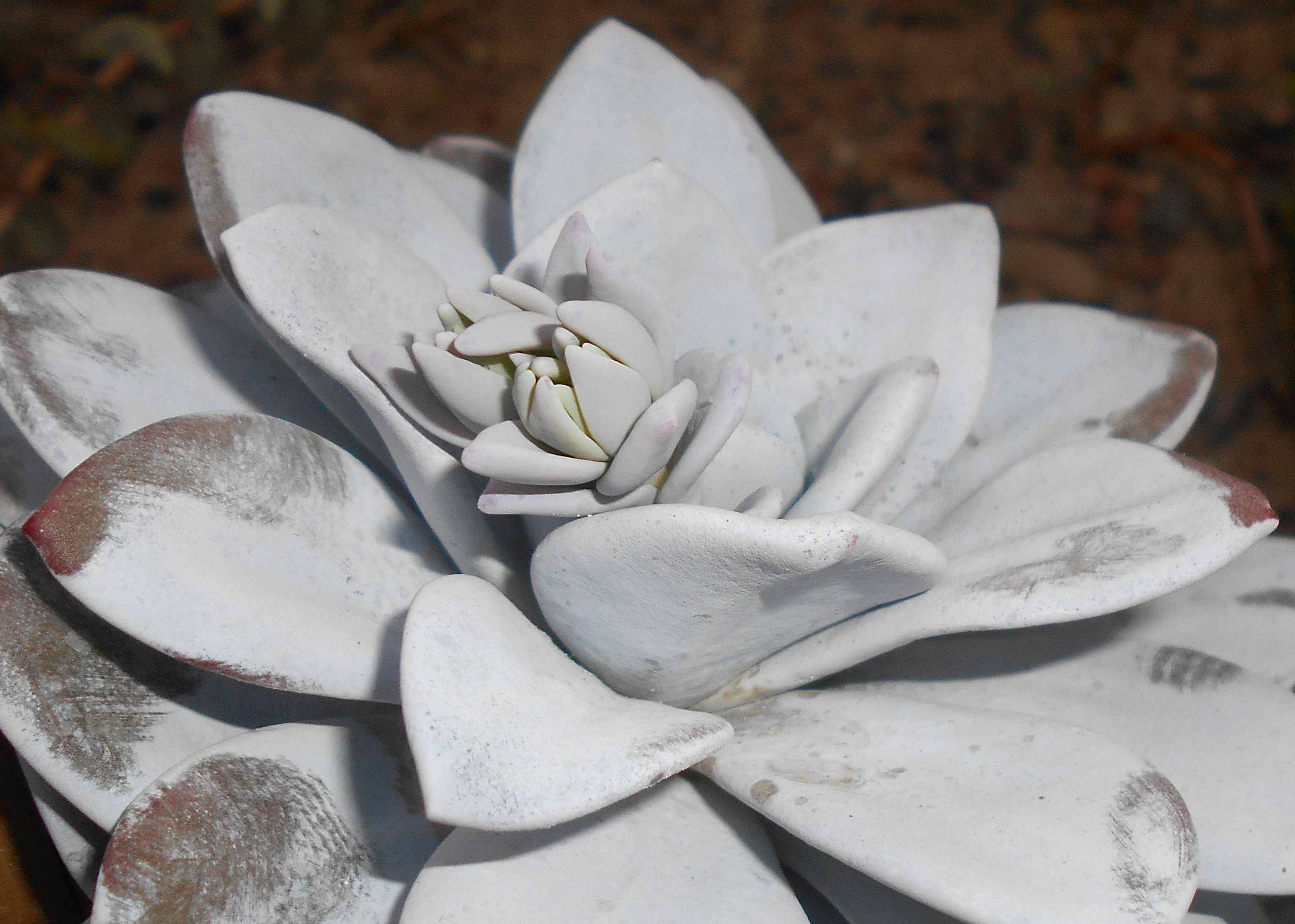
Суккулент Echeveria laui с фариной на поверхности